# Naisiai

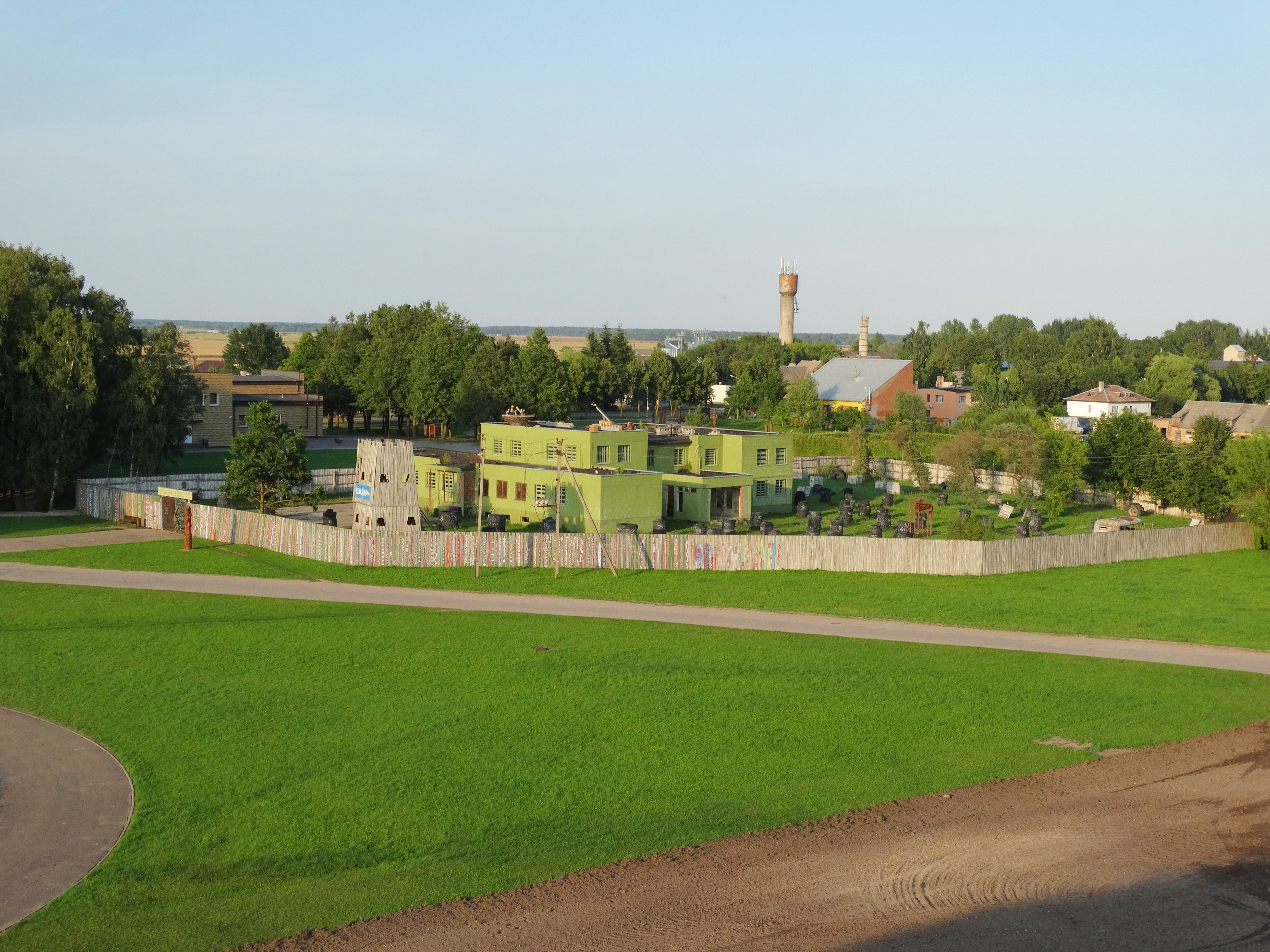
Naisiai

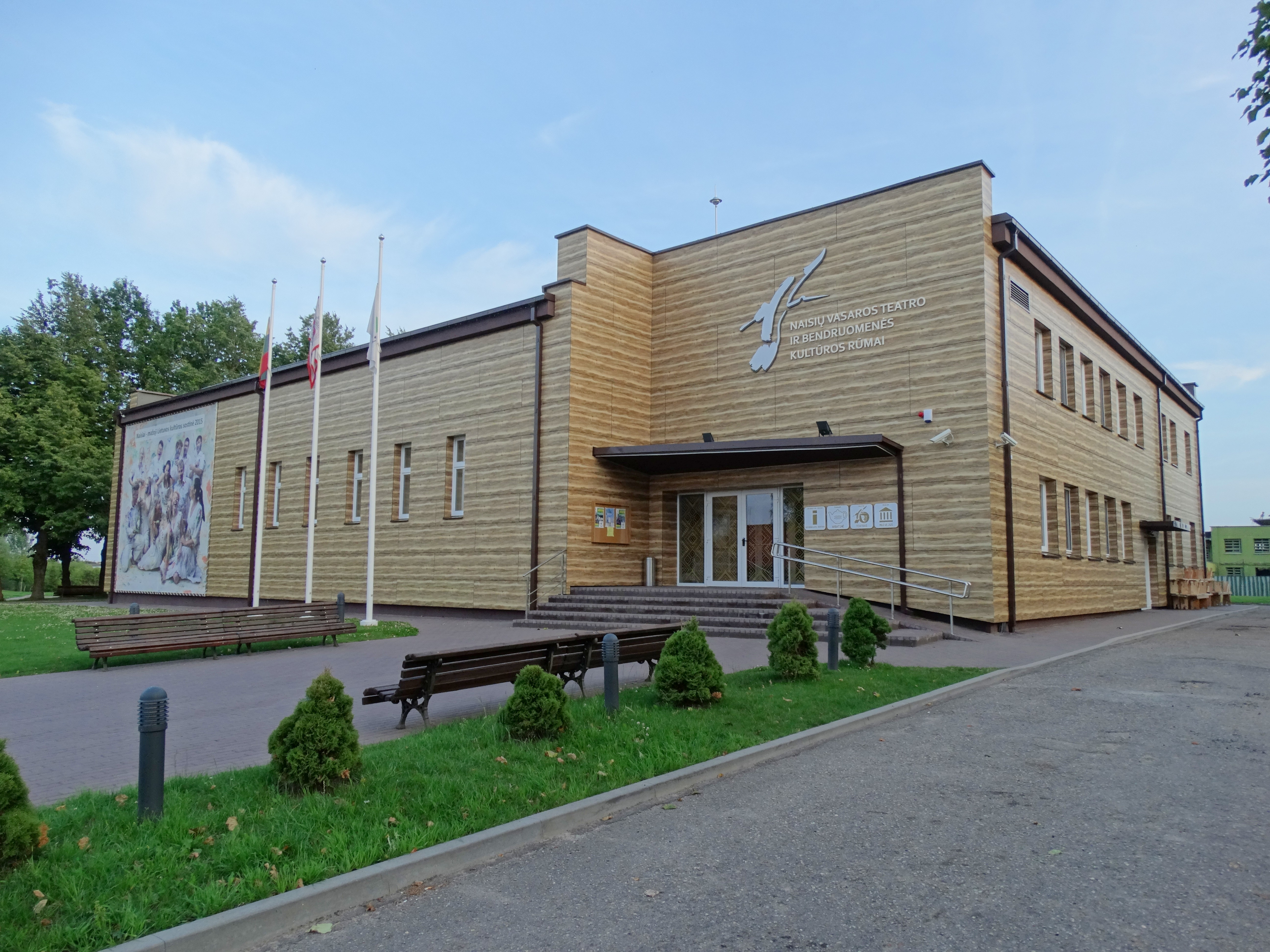
Kulturzentrum Naisiai

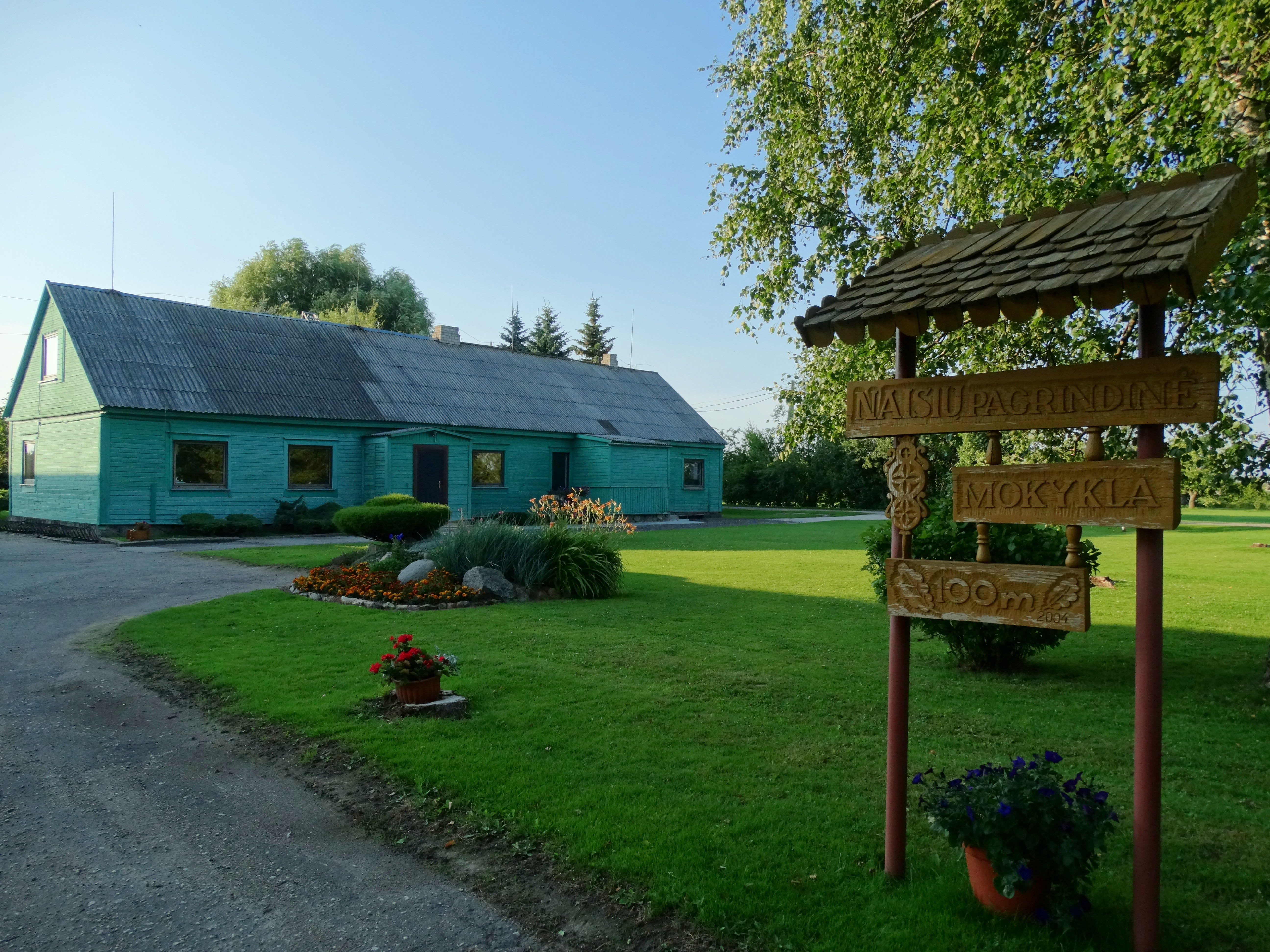
Schule Naisiai

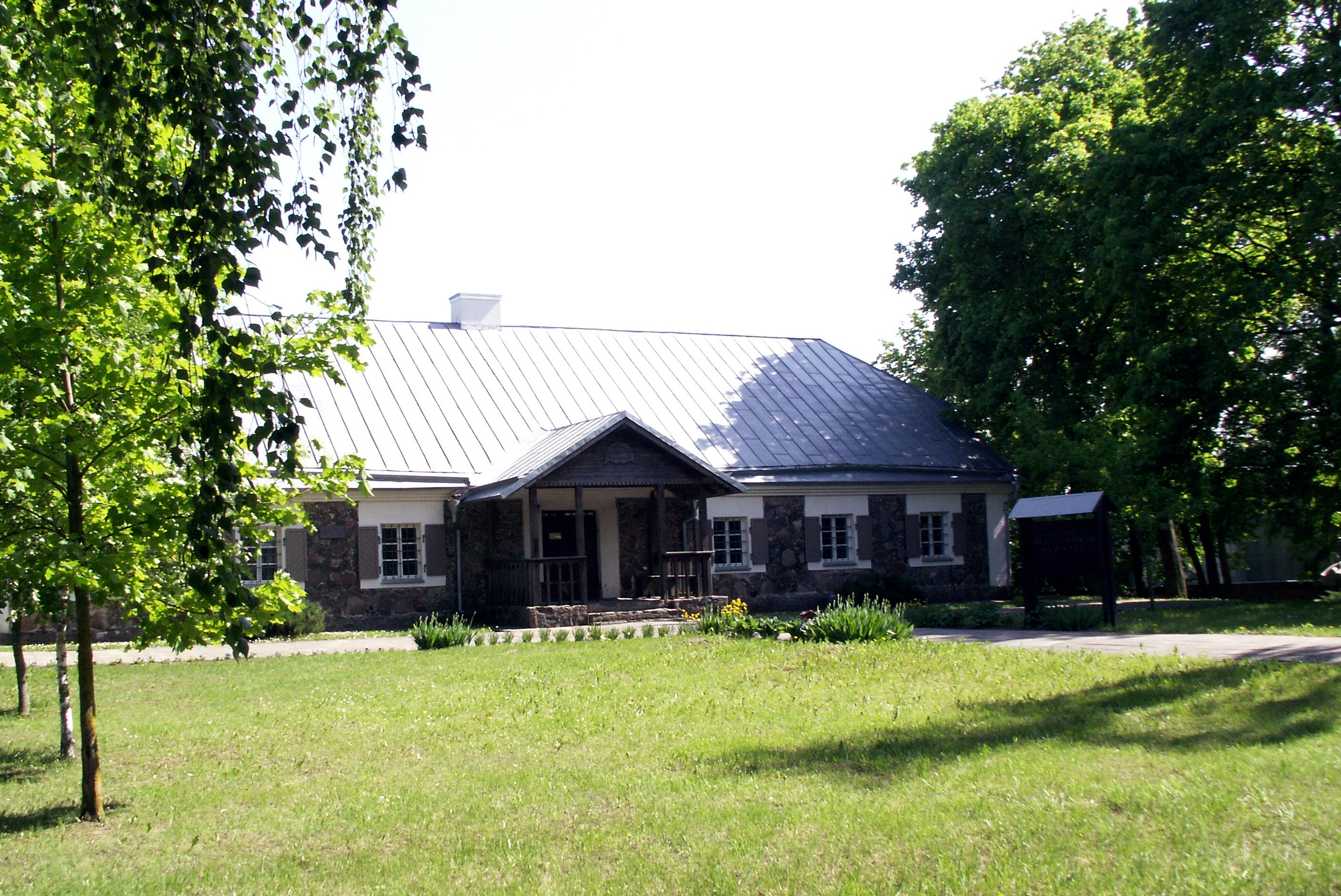
Museum

Naisiai ist ein Dorf mit 539 Einwohnern (Stand 2011) in der Rajongemeinde Šiauliai, Litauen.

## Geschichte
Bis 1795 gehörte der Gutshof Naisiai zu Šiauliai. Von 1904 bis 1914 gab es eine Grundschule. Die erste Lehrerin war Ana Guseva aus Sankt Petersburg, Russland. 1923 lebten 131 Einwohner im Ort. Seit 1999 gibt es eine Hauptschule. 

## Kultur und Tourismus
Das Dorf ist ein Ort, der auch von Touristen der viertgrößten litauischen Stadt Šiauliai besucht wird. 
Innerhalb von sechs Monaten wurde aus 125.000 Kubikmetern Erde ein Hügel namens Baltų arena errichtet, dank dessen in der Nähe von Naisiai ein drei Hektar großer künstlicher See mit einer Insel entstand.
Im Dorf wurde die Fernsehserie "Naisių vasara" gedreht. 2011 errichtete man das Theater Naisiai mit der Truppe von zwölf jungen Schauspielern. Im Dorf findet das jährliche alkoholfreie Musikfestival "Naisiai-Sommer" (lit. Naisių vasara) statt. Das Dorf hat ein eigenes Radio.

## Ehrenbürger
- Česlovas Vytautas Karbauskis, Politiker, Kolchosleiter und Unternehmer
- Julijona Birutė Liaudanskienė, Medizinerin
- Ona Vaškienė (* 1944), Lehrerin der Hauptschule[4]

## Söhne und Töchter
- Zigmas Gaidamavičius-Gėlė (1894–1912), litauischer Dichter
- Mindaugas Karbauskis (* 1972), litauisch-russischer Theater-Regisseur
- Ramūnas Karbauskis (* 1969), litauischer Agrarunternehmer und Politiker, ehemaliger Seimas-Parlamentsvizepräsident und Mäzen